# Sabrina Capitani
Sabrina Capitani, eigentlich Sabine Korsukéwitz, (* 1953) ist eine deutsche Schriftstellerin und Malerin.

## Leben
Capitani studierte an der FU Berlin Germanistik und Publizistik. Später ergänzte sie dieses Studium noch durch das Fach Kunst. Nach erfolgreichem Abschluss arbeitete sie über zwanzig Jahre für verschiedene Rundfunk- und Fernsehsender.
Sie verfasste Drehbücher, Hörspiele und arbeitete an mehreren Serien für das Kinderprogramm mit. Meistenteils arbeitete Capitani für den Sender Freies Berlin, RIAS Berlin, Radio Bremen und Radiotelevisione Italiana. In letzter Zeit wurde sie unter ihrem Pseudonym Sabrina Capitani auch für ihre historischen Romane bekannt.
Parallel dazu schuf Capitani mit den Jahren auch ein beachtenswertes Œuvre als Malerin.

## Werke (Auswahl)

### Als Sabine Korsukéwitz
- Die Mugnuffs. Klopp, Frankfurt a. M. 1985, ISBN 3-7817-1017-3.
- Betti Bauch taucht unter: Eine Abenteuer-Geschichte. W. Mann Verlag, Berlin 1988, ISBN 3-926740-00-0.
- Prinzessin Rotnase und Prinz Angsthase. Bitter, Recklinghausen 1991, ISBN 3-7903-0436-0.
- Robinsons Schatz. Bitter, Recklinghausen 1993, ISBN 3-7903-0481-6.
- Traumspuren. Rütten und Loening, Berlin 1996, ISBN 3-352-00496-X.
- Muskelschulz und Wolkenmeier. W. Mann Verlag, Berlin 1997, ISBN 3-926740-74-4.
- Koalamond. Fischer Taschenbuch Verlag, Frankfurt a. M. 1998, ISBN 3-596-14024-2.
- Das Lied der Zikaden. Fischer-Taschenbuch-Verlag, Frankfurt a. M. 1998, ISBN 3-8105-1048-3.
- Traumspuren. Bechtermünz, Augsburg 2000, ISBN 3-8289-6726-4.
- Zauber des Windes. Krüger Verlag, Frankfurt/M. 2000, ISBN 3-8105-1049-1.
- Königin Giovanna. Krüger Verlag, Frankfurt/M. 2003, ISBN 3-8105-1058-0.[1]
- Die Weisheit der Steine: Faszinierende Wegbegleiter des Menschen. Hugendubel, Kreuzlingen; München 2003, ISBN 3-7205-2380-2.
- Stein: Faszinierender Wegbegleiter des Menschen. Hugendubel, Kreuzlingen; München 2003, ISBN 3-7205-2380-2.

### Als Sabrina Capitani
- Das Buch der Gifte. Piper, München; Zürich 2006, ISBN 3-492-24781-4.[2]
- Der verborgene Brunnen: Historischer Roman aus der Provence. Piper, München; Zürich 2008, ISBN 978-3-492-25202-7.
- Das Spiel der Gauklerin. Piper, München; Zürich 2010, ISBN 978-3-492-25825-8.
- Königin Giovanna. Piper, München 2020, ISBN  978-3-492-50369-3.
- Der Zauber des Windes. Piper, München 2020, ISBN 978-3-492-50389-1.
- Das Lied der Zikaden. Piper, München 2020, ISBN 978-3-492-50388-4.
- Katze Miou und die Träume von Madame. Piper, München 2022, ISBN 978-3-492-50552-9.

### Dissertation
- Der Fall Szczesny: Zum Verhältnis von Kreativität und Kontrolle im öffentlich-rechtlichen Rundfunksystem. Selbstverlag, Berlin 1979.

### Hörspiele
- Prinz Angsthase und Prinzessin Rotnase. Kinderhörspiel. Verlag Schwann-Bagel, Düsseldorf 1986.
- Im Reich der Zinnsoldaten. Kinderhörspiel. Verlag Schwann-Bagel, Düsseldorf 1986.
- Das häßliche Entlein, das kein Schwan wurde. Kinderhörspiel. Verlag Schwann-Bagel, Düsseldorf 1986.
- Der Glückshändler. Kinderhörspiel. Patmos Verlag, Düsseldorf 1989.